# 塞拉-达绍达迪
塞拉-达绍达迪是巴西米纳斯吉拉斯州的一个市镇。总面积335.581平方公里，总人口863人，人口密度2.6人/平方公里。